# São Paulo Challenger de Tenis
El São Paulo Challenger de Tenis es un torneo profesional de tenis que se disputa anualmente sobre canchas de tierra batida en la ciudad brasileña de São Paulo. Pertenece al ATP Challenger Tour y su primera edición se disputó en 2013.
Es uno de los tres torneos de categoría Challenger que se disputa actualmente en la ciudad de São Paulo, junto con el IS Open de Tenis y el Abierto de São Paulo.

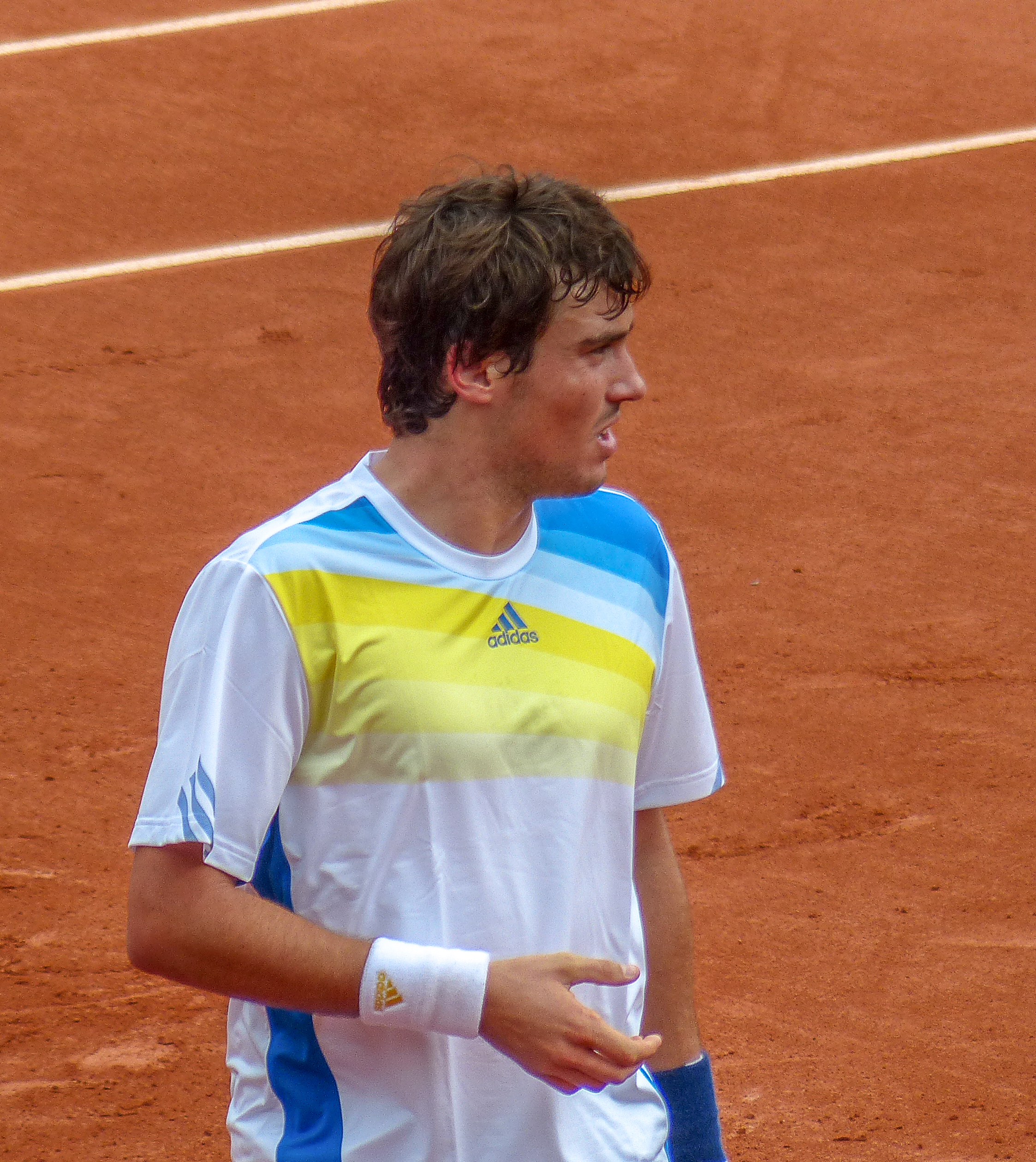
Guido Pella, ganador del cuadro individual en 2015.

## Palmarés

### Individual
| Año  | Campeón                | Finalista         | Resultado     |
| ---- | ---------------------- | ----------------- | ------------- |
| 2018 | Christian Garín        | Federico Delbonis | 6–3, 6–4      |
| 2017 | Gastão Elias           | Renzo Olivo       | 3–6, 6–3, 6–4 |
| 2016 | Gonzalo Lama           | Ernesto Escobedo  | 6–2, 6–2      |
| 2015 | Guido Pella            | Christian Lindell | 7–5, 7–6(1)   |
| 2014 | Rogério Dutra da Silva | Blaž Rola         | 6-4, 6-2      |
| 2013 | Alejandro González     | Eduardo Schwank   | 6-2, 6-3      |

### Dobles
| Año  | Campeón                          | Finalista                          | Resultado      |
| ---- | -------------------------------- | ---------------------------------- | -------------- |
| 2016 | Fabrício Neis Caio Zampieri      | José Pereira Alexandre Tsuchiya    | 6–4, 7–63      |
| 2015 | Chase Buchanan Blaž Rola         | Guido Andreozzi Sergio Galdós      | 6–4, 6–4       |
| 2014 | Guido Pella Diego Schwartzman    | Máximo González Andrés Molteni     | 1-6, 6-3, 10-4 |
| 2013 | Fernando Romboli Eduardo Schwank | Marcelo Arévalo Nicolás Barrientos | 6-7, 6-4, 10-8 |